# Asystasia hedbergii
Asystasia hedbergii är en akantusväxtart som beskrevs av Ensermu Kelbessa. Asystasia hedbergii ingår i släktet Asystasia och familjen akantusväxter. Inga underarter finns listade i Catalogue of Life.